# قطورلار
قطورلار هي قرية في مقاطعة أرومية، إيران. يقدر عدد سكانها بـ 241 نسمة بحسب إحصاء 2016.